# كريستيان برافو
كريستيان برافو (بالإسبانية: Christian Bravo)‏ (1 أكتوبر 1993 بإيكويكو في تشيلي - ) هو لاعب كرة قدم تشيلي في مركز الوسط. شارك مع منتخب تشيلي تحت 20 سنة لكرة القدم. أما مع النوادي، فقد لعب مع نادي أونيفرسيداد دي تشيلي ونادي أونيفرسيداد كاتوليكا ونادي غرناطة ونادي أنتر زابرشيتش وريكريتيفو غرناطة ‏.

## روابط خارجية
- كريستيان برافو على موقع قاعدة بيانات كرة القدم.إي يو (الإنجليزية)
- كريستيان برافو على موقع ناشيونال فوتبول تيمز (الإنجليزية)
- كريستيان برافو على موقع Soccerway.com (الإنجليزية)
- كريستيان برافو على موقع AS.com (الإسبانية)